# Anna Roleffes
Anna Roleffes, Roleff  o Roloffs, viuda de Kage (Walle o Harxbüttel, alrededor de 1600 - Brunswick, 30 de diciembre de 1663), comúnmente llamada Anneke Tempel, fue una posadera, criada, curandera y adivina alemana. Fue una de las últimas mujeres acusadas y ejecutadas como «brujas» en la ciudad de Braunschweig. Las 210 páginas de su proceso se conservan en los archivos municipales de Braunschweig.

## Biografía
Roleffes testificó que nació en Harxbüttel, Brunswick, Alemania, unos años antes de que estallara una guerra civil en 1605, alrededor del año 1600. Fue a la escuela durante tres años y aprendió a leer. Poco se sabe sobre su infancia, excepto que había aprendido su oficio de su madre Ilse, de soltera Lilie, que había sido criada de un barbero (los cirujanos de la época) y que había trabajado como curandera durante cinco años para un balneario cerca de Wolfsburgo. De ella aprendió las artes de la curación y heredó dos libros. Tenía al menos dos hermanos, Heinrich Roleffes de Wenden y Valentin Roleffes de Rohe.
Se casó con Hans Kage, que regentaba una posada llamada "Tempel" en el Tempel Hof de Harxbüttel, un pequeño pueblo a pocos kilómetros al noroeste de Brunswick. La propiedad pertenecía a la abadía de San Blas de Brunswick. Además, la pareja también cultivaba una granja contigua. Tuvieron un hijo llamado Hans.   
Roleffes recibió el apodo de "Tempel Anneke", bien porque vivía en "Tempel Hof", bien porque regentó el Tempel-Krug junto con su marido hasta la muerte de éste. El 3 de septiembre de 1641, el marido de Anna murió apuñalado por un soldado en Lechlumer Holz, cerca de Wolfenbüttel, durante el sitio de Wolfenbüttel en la Guerra de los Treinta Años. El hijo se hizo cargo de la granja, donde su madre siguió viviendo. Pobre y dependiente, vivía con su hijo, Hans Kage (que llevaba el nombre de su padre) en Harxbüttel. Como viuda, tuvo que ganarse la vida, trabajando como criada y también como curandera y adivina, por lo que era especialmente experta en localizar ladrones y bienes robados. Como se dice que tuvo bastante éxito, se llegó a sospechar de ella como hechicera y de estar aliada con el diablo.  

## El proceso

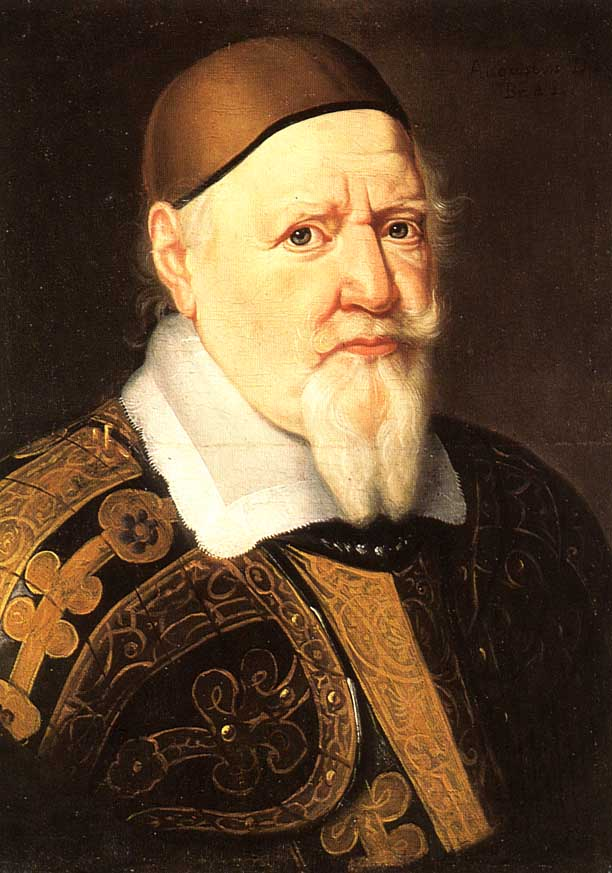
Agosto el Joven : El proceso de Tempel Anneke cayó durante su reinado.

Las primeras pruebas escritas de acusaciones contra ella se remontan a agosto/septiembre de 1662 en la ciudad de Neubrück, a pocos kilómetros al oeste de Brunswick. Ya entonces hubo investigaciones oficiales sobre sus actos, ya que dos personas la acusaron de forma independiente de brujería.  Tempel fue finalmente detenida en junio de 1663, debido a nuevas acusaciones en relación con el robo de bienes que habían sido sustraídos al techador Hans Tiehman,. 
El Tribunal Superior inició entonces un proceso en el que se escuchó a varios testigos y se investigaron las acusaciones, algunas de las cuales se remontaban a muchos años atrás. El proceso comenzó con el interrogatorio de los testigos en el ayuntamiento de Neustadt y después se celebró en el Tribunal Superior de Hagen. Dicho proceso duró desde el 25 de junio al 30 de diciembre de 1663.

### Testigos

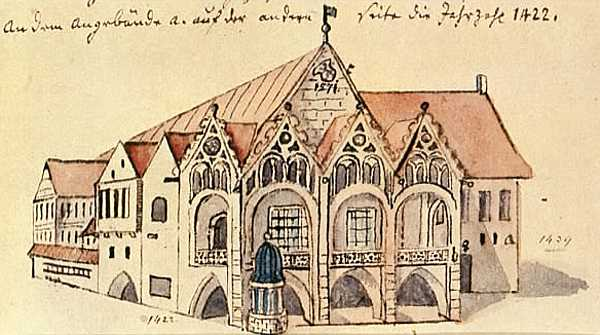
El antiguo ayuntamiento de Neustadt (dibujo de AA Beck antes de 1772)

El 25 de junio de 1663 comparecieron, en el ayuntamiento de Neustadt, los siguientes testigos para declarar contra Anna Roleffes:
- Hans Tiehmann, ciudadano y techador de Neustadt de Braunschweig, declaró que a finales de 1662 le habían robado varios utensilios de cocina de hojalata y productos alimenticios. Aconsejado por un vecino, se dirigió a Harxbüttel para que Tempel Anneke le leyera la mano y le indicara el paradero de los objetos robados. Se dice que ella profetizó que asustaría tanto al ladrón que recuperaría su propiedad en 24 horas. Al día siguiente, Tiehmann encontró la vajilla de hojalata en la puerta de casa de un vecino. Cuando volvió a visitar a Tempel Anneke, ésta le dijo que había presionado tanto al ladrón que sabía que había devuelto los utensilios.
- Hans Harves, de Harxbüttel, también conocido como “Tempel Hans” por ser el mayordomo del «Tempel» de Harxbüttel, se había negado cinco semanas antes a darle a Tempel Anneke otra cerveza sin pagar, después de que ella ya le hubiera pedido prestadas varias cervezas en un mismo día. Como consecuencia de ello, había caído enfermo por la noche y sólo pudo explicar esta repentina enfermedad diciendo que Tempel Anneke le había «embrujado» porque no había querido darle más cerveza. Harves también declaró que Tempel Anneke también había ayudado a otras personas a recuperar bienes robados y que, por lo tanto, en el barrio se la consideraba una «hechicera». También había puesto fin a la muerte del ganado en Harxbüttel preparando una poción.[14]
- Anna Harves, de soltera Steinmann, esposa de Hans Harves, declaró que había recibido un remedio de Tempel Anneke para su brazo hinchado y que probablemente era la responsable de la enfermedad de un hombre, de lo que se había enterado por la propia nuera de Tempel Anneke. Por último, sabía que Tempel Anneke llevaba 20 años sin ir a la iglesia ni comulgar.
- Hennig Roloff, de Wenden, declaró que el año pasado varias de sus ovejas murieron en muy poco tiempo, por lo que pidió ayuda a Tempel Anneke para que no muriera todo su rebaño. Ella había curado a los animales quemando un animal muerto hasta convertirlo en polvo y administrándoselo después a las ovejas. Poco después, sin embargo, él mismo cayó enfermo sin que ella pudiera ayudarle. Así que pidió consejo a “los Ebberschen” de Vordorf, que "serían esta Tempel Anneke Herre".[15] Ella no pudo ayudarle, pero le dijo que la enfermedad se la había infligido la Tempel Anneke. Al final, volvió a ver a Tempel Anneke, que intentó curarle, pero fracasó.
- Jürgen Roloff, hermano del ya mencionado Hennig Roloff, declaró que su hermano fue "estúpido" durante cinco años, ya que le habían «comido la cabeza los hechiceros». Por tanto, no dudaba de que Tempel Anneke también fuera responsable de ello, pero no quiso afirmarlo.[15]
- El autor Barnsdorf o Bahrensdorff, de Watenbüttel, informó de que seis años antes, cuando aún estaba en el Monasterio de la Cruz, habían desaparecido varios caballos en circunstancias misteriosas. Sin embargo, Tempel Anneke había sabido dónde se encontraban y pronto volvió a encontrar sus caballos.

### Interrogatorio y declaración de Roleffes
El 1 de julio de 1663, Tempel fue interrogada sobre las declaraciones de los testigos. A diferencia de los juicios actuales, las 66 preguntas que se le formularon ya habían sido redactadas por escrito antes del interrogatorio, por lo que no fue posible formular nuevas preguntas, por ejemplo las derivadas de sus respuestas a las anteriores. Este era el procedimiento habitual, pero a veces daba lugar a que las preguntas posteriores contradijeran las respuestas anteriores. La entrevistada no contestó a algunas de las preguntas, pero en general contradijo las declaraciones realizadas en la medida en que la asociaban con brujería, hechicería o maquinaciones con el diablo.

### Juicio y ejecución.

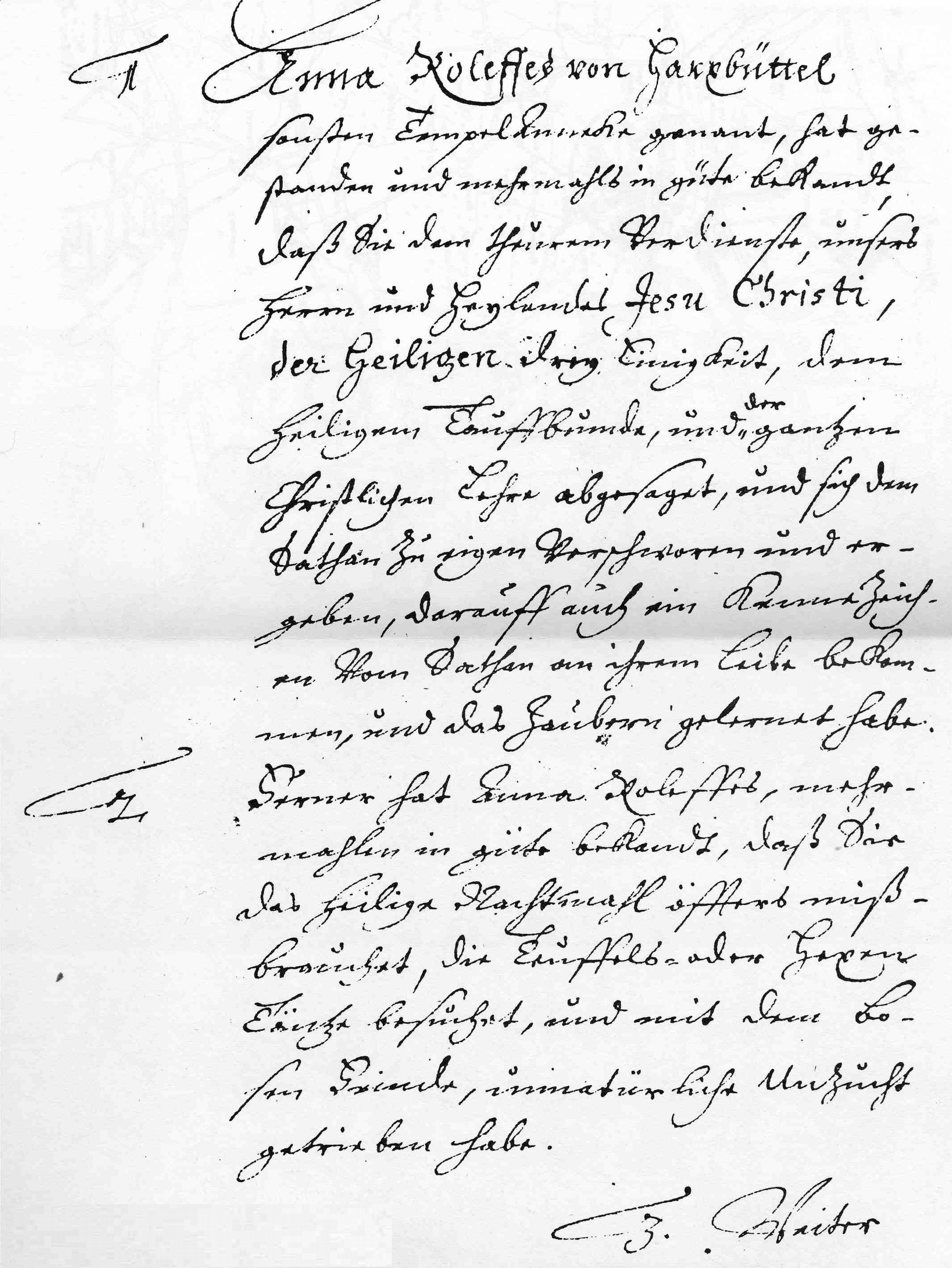
Primera página del Urgout del 28 de diciembre de 1663.
(La transcripción está en la página de descripción de la imagen).

El 30 de diciembre de 1663, Tempel Anneke fue conducida a través de la ciudad en el Schinderkarren hasta el lugar de ejecución a las puertas de Braunschweig, cerca del Wendentor. La acompañaban dos clérigos. En el lugar de la ejecución esperaban ya varios alcaldes y funcionarios, así como el verdugo de Hagen, Hans Pfeffer o Hansen Pfefferkorn, quien, tras escuchar de nuevo el caso de forma abreviada con Otto Theunen, alguacil de Hagen, confirmó la sentencia En vista de su arrepentimiento y de su confesión, Tempel obtuvo un indulto especial: se le evitó la agonizante muerte en la hoguera, sino que fue decapitada y su cuerpo incinerado a continuación.

### Actas del juicio
No es habitual que los expedientes judiciales de un juicio del siglo XVII -aunque fuera un "juicio de brujas"- hayan llegado hasta nuestros días. Según la práctica de la época, no era costumbre conservar los expedientes una vez finalizado un proceso penal, y mucho menos archivarlos. Por regla general, se eliminaban inmediatamente. Por eso resulta tan sorprendente que los expedientes del «caso Tempel Anneke» se hayan conservado casi en su totalidad y se encuentren ahora en los archivos de la ciudad de Braunschweig. Los expedientes estuvieron inicialmente en posesión de la familia Brunswick von Vechelde durante unos 200 años, hasta que fueron entregados al secretario judicial y archivero Karl Wilhelm Sack. Además de los expedientes del juicio, también se han conservado numerosos proyectos de ley relacionados con el mismo, en el «Libro de Cámara de la Ciudad Común».

## Temple Anneke como figura legendaria
Los sucesos que rodearon a Anna Roleffes aparecieron en relatos de mediados del siglo XIX bajo el sobrenombre de "Tempel Anneke". Richard Andree la menciona en su obra de 1901 "Braunschweiger Volkskunde", en la que menciona la historia de la bruja Tempel Anneke en el contexto del folclore. Ricarda Huch también se refiere a los hechos en "Im alten Reich". Lebensbilder deutscher Städte de 1927. En “Denkmäler deutscher Volksdichtung” de Peukert y Petschel en 1948 - habiéndose convertido en una figura legendaria - así como en “Niedersächsische Sagen” de Peukert en 1964 y 1983.

## Conmemoración
Harxbüttel conmemora el destino de Anna Roleffes con una placa conmemorativa. 

## Juicios de brujas posteriores
Durante mucho tiempo, el proceso de Tempel Anneke fue considerado el último proceso por brujería en Brunswick. Wilhelm Görges fue el primero en afirmar en su obra en tres volúmenes Vaterländische Geschichten und Denkwürdigkeiten ... publicada entre 1843 y 1845 en el capítulo "Tempel Anneke": "Qué grato es, por otra parte, que la última bruja fuera ejecutada en Brunswick ya en 1663".  Esto fue repetido posteriormente por otros autores, como Ludwig Ferdinand Spehr en la nueva edición revisada de la obra de Görges de 1881 o por Wrampelmeyer en 1910, y más recientemente en 1983 por Karlwalther Rohmann en su libro Tempel Anneke: Der Prozess gegen die letzte «Hexe» von Braunschweig (Tempel Anneke: El juicio contra la última “bruja” de Braunschweig), en el que afirmaba que «fue el último juicio de este tipo que se celebró en la ciudad de Brunswick».
De hecho, ya en 1882, Albert Rhamm señaló en su obra Hexenglaube und Hexenprocesse vornämlich in den braunschweigischen Landen (Creencias sobre brujería y juicios por brujería en las tierras de Brunswick) que había relatos de 1698 que documentaban la ejecución en la hoguera de Katharina Sommermeyer, de 20 años, condenada por "lujuria con el diablo". Richard Andree señaló la contradicción entre Görges y Rhamm en «Braunschweiger Volkskunde» (Folclore de Brunswick). Más recientemente, Peter A. Morton demostró en su libro de 2005 "Trial of Tempel Anneke: Records of a Witchcraft Trial in Brunswick, Germany, 1663", publicado en 2005, que además del juicio antes mencionado contra Katharina Sommermeyer, hubo al menos otros dos juicios y ejecuciones por brujería en la ciudad. Además del mencionado juicio a Katharina Sommermeyer, Elisabeth Lorentz fue acusada y condenada en 1667 y Lücke Behrens en 1671. Los expedientes completos de estos dos juicios se encuentran hoy en día en los archivos municipales.